# Curia (bestuurlijke indeling)
Een curia was een bestuurslaag in Rome. In het oudste Rome waren er oorspronkelijk drie patricische stammen of tribus, die samen de oude stadstaat Rome vormden, de Tities, de Ramnes en de Luceres. Elk van deze etnische tribus was onderverdeeld in tien curiae: de eerste civitas Romana telde er aldus dertig.
De curia was in de eerste plaats een religieuze vereniging, met een eigen vergaderlokaal (de curia), eigen religieuze plechtigheden en een eigen priester (de curio).
Daarnaast had de curia ook politieke betekenis, want het volk kwam in de comitia curiata bijeen curiatim, d.i. per curia, om wetten aan te nemen en de oude Senaat te kiezen. Elke curia had daarbij één stem. 
Ook het leger was op deze basis samengesteld.